# Йонас Кифле
Йонас Андебрхан Кифле — эритрейский стайер и марафонец. Бронзовый призёр чемпионата мира по кроссу 2004 года в команде. Серебряный призёр чемпионата мира в беге по шоссе 2006 года в командном первенстве. В 2007 году занял пятое место на Амстердамском марафоне, показав результат 2:07.34 — новый рекорд Эритреи в марафоне. Трёхкратный участник олимпийских игр (2000 — 10 000 метров, 2004 — 10000 метров, 2008 — марафон).

## Личные рекорды
- 3000 метров - 7:53.02 (2002)
- 5000 метров - 13:17.72 (2002)
- 10 000 метров - 27:35.72 (2005)
- Полумарафон - 1:01:05 (2002)
- Марафон - 2:07:34 (2007)